# Liste der Gouverneure von Britisch-Guayana
Die Gouverneure von Britisch-Guyana  waren Repräsentanten der Krone in Britisch-Guyana.
Das Amt existierte von 1833 an, als die Kolonien Demerara-Essequibo und Berbice unter Britisch-Guyana vereinigt wurden, bis 1966 als Guyana seine Unabhängigkeit erlangte.

## Gouverneure von Britisch-Guyana (1833–1966)
- Sir Benjamin D’Urban, zwischen 21. Juli 1831 und 1833 Gouverneur der Gebiete Demerara-Essequibo und Berbiceder, 1833–26. Juni 1833 erster Gouverneur Britisch-Guayanas
- Sir James Carmichael Smyth, 26. Juni 1833–27. Juni 1838
- Henry Light, 27. Juni 1838–19. Mai 1848
- William Walker, 19. Mai 1848–12. Februar 1849, erste Amtszeit
- Henry Barkly 12. Februar 1849–11. Mai 1853
- William Walker, 11. Mai 1853–23. Mai 1854, zweite Amtszeit
- Philip Edmond Wodehouse, 23. Mai 1854–7. Januar 1862
- Sir Francis Hincks, 7. Januar 1862–25. Januar 1869
- Sir John Scott, 25. Januar 1869–26. Dezember 1873
- Edward E. Rushworth, 27. Dezember 1873–10. März 1874
- James Robert Longden, 10. März 1874–8. März 1877
- William A. G. Young, 8. März 1877–3. April 1877, erste Amtszeit
- Cornelius Hendricksen Kortright, 3. April 1877–13. Dezember 1881
- William A. G. Young, 13. Dezember 1881–4. Mai 1882
- Sir Henry Turner Irving, 4. Mai 1882–1887
- William Frederick Haynes-Smith, 26. April 1884–1884
- Charles Bruce, 1887–1888
- The Viscount Gormanston, 1888–23. März 1893
- Sir Charles Bruce, April 1891–15. Oktober 1891
- Sir Charles Bruce, 23. März 1893–5. Juli 1893
- Sir Charles Cameron Lees, 5. Juli 1893–September 1895
- Charles Cavendish Boyle, 15. Dezember 1894–29. Januar 1895
- Charles Cavendish Boyle, September 1895–März 1896
- Sir Augustus William Lawson Hemming, März 1896–27. März 1898
- Charles Cavendish Boyle, 1. Oktober 1896–18. November 1896
- Charles Cavendish Boyle, 27. Mai 1897–28. Juli 1897
- Sir Walter Joseph Sendall, 27. März 1898–25. Dezember 1901
- Sir James Alexander Swettenham, 25. Dezember 1901–26. September 1904
- Sir Frederick Mitchell Hodgson, 26. September 1904–5. Juli 1912
- Sir Walter Egerton, 5. Juli 1912–15. April 1917
- Sir Wilfred Collet, 15. April 1917–4. April 1923
- Sir Graeme Thomson, 4. April 1923–31. August 1925
- Sir Cecil Hunter-Rodwell, 31. August 1925–7. November 1928
- Sir Frederick Gordon Guggisberg, 7. November 1928–9. Juni 1930
- Sir Edward Brandis Denham, 9. Juni 1930–26. März 1935
- Sir Geoffry Alexander Stafford Northcote, 26. März 1935–19. November 1937
- Sir Wilfrid Edward Francis Jackson, 19. November 1937–7. November 1941
- Sir Gordon James Lethem, 7. November 1941–1947
- Sir Charles Campbell Woolley, 12. April 1947–14. April 1953
- Sir Alfred William Lungley Savage, 14. April 1953–25. Oktober 1955
- Sir Patrick Muir Renison, 25. Oktober 1955–22. Dezember 1958
- Sir Ralph Francis Alnwick Grey, 22. Dezember 1958–7. März 1964
- Sir Richard Edmonds Luyt, 7. März 1964–26. Mai 1966

Am 26. Mai 1966 erlangte die Kolonie als „Guyana“ ihre Unabhängigkeit vom Vereinigten Königreich.